# Pernilla Larsson
Pernilla Larsson (Trollhättan, Suecia, 18 de septiembre de 1976) es una árbitra de fútbol sueca. Es árbitra FIFA desde el año 2010.

## Trayectoria
Fue seleccionada por la FIFA para la Copa Mundial Femenina de Fútbol de 2015.
En 2014, fue votada en la encuesto de la Federación Internacional de Estadística de Historia & del Fútbol (IFFHS) de Mejor Árbitra del mundo, justo detrás de la ganadora Bibiana Steinhaus. Fue nombrada mejor árbitra sueca en la Fotbollsgalan de 2014. El mismo año, dirigió partidos en la Copa Mundial Femenina de Fútbol Sub-17 de 2014.